# Shi'ar
De Shi'ar zijn een buitenaards ras in het Marvel Comics. Dit ras kwam voor het eerst voor in de comics van de X-Mannen.

## Organisatie
De Shi'ar is een keizerrijk, met bondgenoten. Dit ras vertegenwoordigt samen met de Skrull en de Kree een van de drie heersende mogendheden in het (Marvel) Universum.

## Thuiswereld
De Shi'ar komt van de planeet The Aerie.

## Fysiek
Dit ras bestaat uit humanoïde vogelachtigen en heeft korte veren in plaats van haren. De gemiddelde lengte is rond de twee meter en het gewicht is minder dan die van een mens. Het gelaat is gelijk aan die van mens-achtigen.

## Bekende Shi'ar
Bekende Shi'ar zijn Lilandra (Keizerin), D'Ken (voormalig Keizer), Deathbird (kan als mutante in haar soort als enige vliegen) en Gladiator.